# 800 mètres masculin aux Jeux olympiques de 1900 (athlétisme)
Pour un article plus général, voir Athlétisme aux Jeux olympiques de 1900.
Navigation
Athènes 1896 Saint-Louis 1904
L'épreuve du 800 mètres masculin aux Jeux olympiques de 1900 s'est déroulée les 14 et 16 juillet 1900 à la Croix-Catelan à Paris, en France. Elle est remportée par le Britannique Alfred Tysoe.

## Résultats

### Finale
| Rang               | Athlète            | Pays            | Temps       |
| ------------------ | ------------------ | --------------- | ----------- |
| Médaille d'or      | Alfred Tysoe       | Grande-Bretagne | 2 min 1 s 2 |
| Médaille d'argent  | John Cregan        | États-Unis      | 2 min 3 s 0 |
| Médaille de bronze | David Hall         | États-Unis      | 2 min 3 s 8 |
| 4                  | Henri Deloge       | France          | Inconnu     |
| 5                  | Zoltán Speidl (en) | Hongrie         | Inconnu     |
| 6                  | John Bray (en)     | États-Unis      | Inconnu     |